# Gazeta do Rio de Janeiro

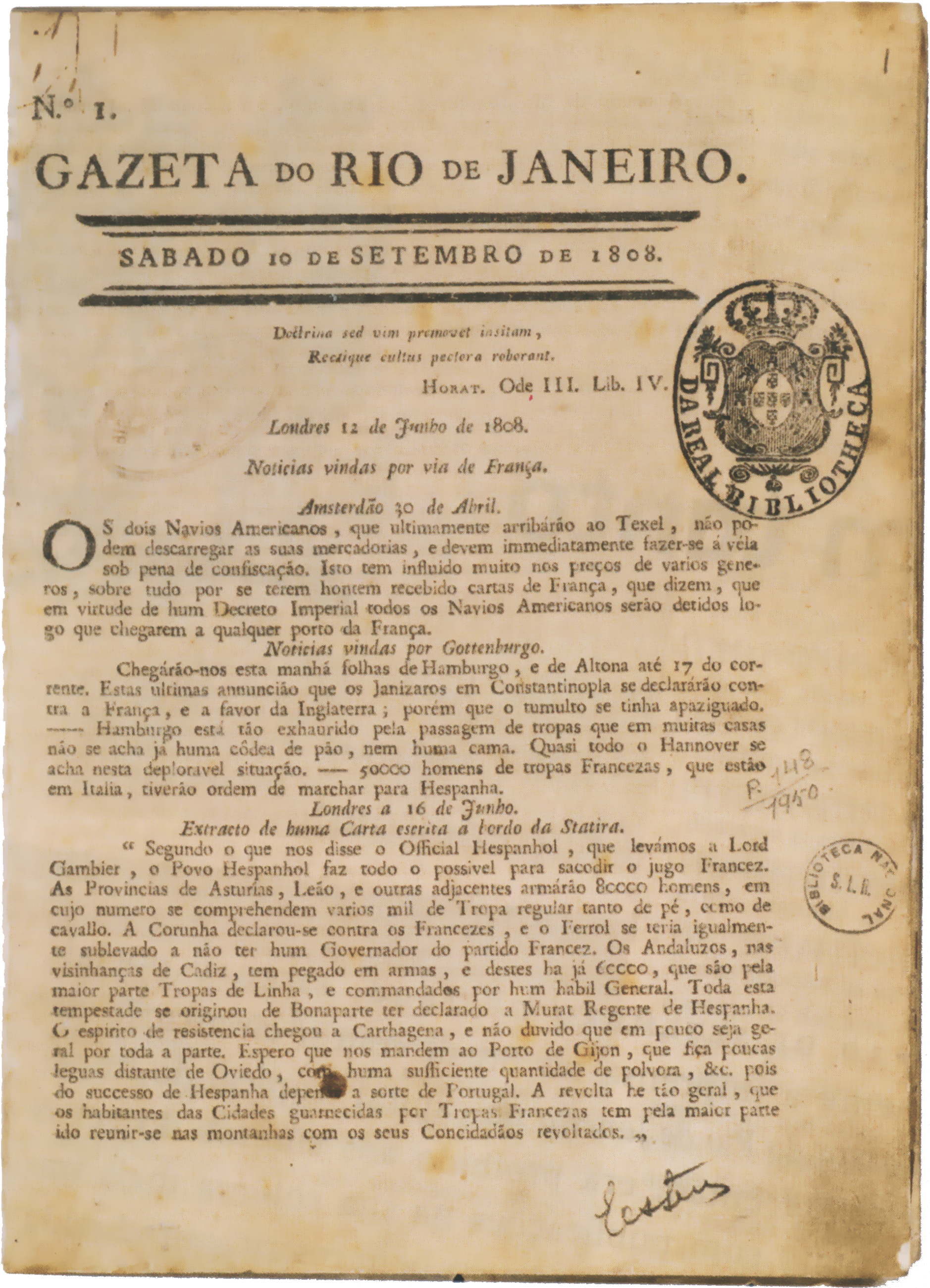
Il primo numero della Gazeta do Rio de Janeiro, uscito il 10 settembre 1808

La Gazeta do Rio de Janeiro, fondata il 10 settembre 1808, fu il primo giornale stampato in Brasile, dalle presse dell'Impressão Régia di Rio de Janeiro. L'uscita del giornale segnò l'inizio della stampa nel paese sudamericano.

## Contesto
Fino alla sua pubblicazione, conseguenze del trasferimento della corte portoghese in Brasile, era esplicitamente proibito agli abitanti della colonia l'accesso alle pubblicazioni.

## Caratteristiche
Pubblicato a cadenza bisettimanale, era una gazzetta ufficiale e consisteva, essenzialmente, in comunicati del governo. Il suo editore era il frate Tibúrcio José da Rocha e il suo redattore era Manuel Ferreira de Araújo Guimarães (il primo giornalista professionista del Brasile).
Vi comparivano anche articoli sulla politica internazionale, soprattutto sulla situazione europea durante le guerre napoleoniche e sull'instabilità delle colonie spagnole in America. A partire dal 29 dicembre 1821 la testata fu abbreviata in Gazeta do Rio. Con l'indipendenza, la Gazeta cessò le pubblicazioni: l'ultimo numero vide la luce nel dicembre del 1822.
Le succedettero come gazzette ufficiali il Diário Fluminense, di Pietro I e il Diário do Governo, di Pietro II.

## Contenuto
Il contenuto era limitato agli interessi della Corona, e destinato alla Corte. La faziosità si dimostrava, ad esempio, nell'atteggiamento filobritannico nelle cronache delle guerre napoleoniche. Nel 1818 il bibliotecario reale Luís dos Santos Marrocos informava in una lettera inviata a suo padre, in Portogallo:
(Marrocos)